# София Елеонора фон Хесен-Дармщат
София Елеонора фон Хесен-Дармщат (на немски: Sophie Eleonore von Hessen-Darmstadt, * 7 януари 1634 в Дармщат, † 7 октомври 1663 в Бингенхайм, днес част от Ехцел) от Дом Хесен е принцеса от Хесен-Дармщат и чрез женитба ландграфиня на Хесен-Хомбург.
Тя е дъщеря на ландграф Георг II от Хесен-Дармщат (1605–1661) и съпругата му София Елеонора Саксонска (1609–1671), дъщеря на курфюрст Йохан Георг I от Саксония.
София Елеонора се омъжва на 16 години на 21 април 1650 г. в Дармщат за нейния братовчед ландграф Вилхелм Христоф фон Хесен-Хомбург (1625–1681), вторият ландграф на Хесен-Хомбург. Тя получава от баща си дворец Бингенхайм във Ветерау и те живеят повечето там.
София Елеонора умира при раждане на 29 години. Те имат само две дъщери, които остават живи.

## Деца
София Елеонора фон Хесен-Дармщат и Вилхелм Христоф имат децата:
- Фридрих (*/† 1651)
- Христина Вилхелмина (1653–1722) ∞ 1671 херцог Фридрих фон Мекленбург (1638–1688)
- Леополд Георг (1654–1675)
- Фридрих (*/† 1655)
- Фридрих (*/† 1656)
- Карл Вилхелм (*/† 1658)
- Фридрих (*/† 1659)
- Магдалена София (1660–1720), ∞ 1679 граф Вилхелм Мориц фон Солмс-Грайфенщайн (1651–1724)
- Фридрих Вилхелм (1662–1663)